# タジキスタンの国際関係
タジキスタンの国際関係（タジキスタンのこくさいかんけい）では、タジキスタンとそのほかの国との関係について述べる。

## 隣国との関係

### 中華人民共和国
もともと、旧ソ連と中華人民共和国は、ダマンスキー島をめぐる国境紛争の解決策として、「タジキスタン東部のパミール高原の一部を中華人民共和国領とすること」で合意している。
しかし、タジキスタンは旧ソ連から1991年に独立した時に、中華人民共和国と国境について互いに明確な合意をしていなかった。
2002年、国境について合意がなされ、中華人民共和国が主張していたパミール高原の28,000km²のうち、1,000km²を中華人民共和国側へ渡すことで合意した。
2019年、タジキスタンのアフガニスタンとの国境にある中国人民解放軍の駐留基地をワシントン・ポストは衛星写真や現地取材などを基に報じた。

### キルギス
タジキスタンのフェルガナ盆地に位置するイスファラ行政郡をめぐるキルギスとの交渉は遅れをとっている。この理由は、キルギス領内から流れる河川に設置された調整池はタジキスタンとの国境沿いに設置されており、キルギス側は春の灌漑用水として十分な水量を河川に放流することになっているにもかかわらず、夏の旱魃に備えて放流を渋る傾向があり、タジキスタン側の農民は自衛策として調整池の堤防を崩すことで灌漑水を得ようとする結果、キルギスの国境警備隊がタジクの農民に発砲する事件が相次いでいる。
一方で、キルギス南部のバトケン地区には満足な病院施設がなく、タジキスタンの飛び地にある病院施設をキルギス住民は利用している。単純に国境を明確にすることは住民の利益とならないが、国際ギャングやテロ組織の活動を監視する上で、明確な国境線の確定の必要性が高まっている。

### ウズベキスタン
ウズベキスタンとも領土問題を抱えており、国境再策定のための交渉を始めている。しかし、曖昧な国境線故に管理が難しい国境沿いには地雷が埋設され、逆説的ではあるが麻薬の密輸を防ぐ上で地雷が重要な役目を果たしている。

## 麻薬流通の阻止
海外からの要求に応える形でタジキスタン政府は薬物根絶運動を展開し、不法な大麻やアヘンの製造を制限、その結果1998年にはわずかな量しか製造されなくなった。
それでもタジキスタンは薬物の密輸においてアフガニスタンとロシアをつなぐ重要な拠点となっており、ロシアから国際列車等でつながっているヨーロッパ諸国にとっては、タジキスタンの国境を監視することが重要な関心事項となっている。
中央アジアで押収される量の約80%はタジキスタンで押収されており、これは世界で押収される鎮痛剤（ヘロインなど）の3分の1にあたる量であり、タジキスタンは、世界の麻薬流通を抑える上で重要な役割を担っている。

## 加盟している国際機関
- アジア開発銀行（ADB）
- 独立国家共同体（CIS）
- 欧州・大西洋パートナーシップ理事会（EAPC）
- 欧州復興開発銀行（EBRD）
- 欧州経済委員会（ECE）
- 経済協力機構（ECO）
- アジア太平洋経済社会委員会（ESCAP）
- 国際連合食糧農業機関（FAO）
- 国際原子力機関（IAEA）
- 国際復興開発銀行（IBRD）
- 国際民間航空機関（ICAO）
- 国際刑事裁判所（ICC）
- 国際赤十字（ICRM）
- 国際開発協会（IDA）
- イスラム開発銀行（IDB）
- 国際農業開発基金（IFAD）
- 国際金融公社（IFC）
- 国際赤十字赤新月社連盟（IFRCS）
- 国際労働機関（ILO）
- 国際通貨基金（IMF）
- 国際オリンピック委員会（IOC）
- 国際移住機関（IOM）
- 国際電気通信連合（ITU）
- イスラム諸国会議機構（OIC）
- 化学兵器禁止機関（OPCW）
- 欧州安全保障協力機構（OSCE）
- 平和のためのパートナーシップ（PFP）
- 上海協力機構（SCO）
- 国際連合（UN）
- 国際連合貿易開発会議（UNCTAD）
- 国際連合教育科学文化機関（UNESCO）
- 国際連合工業開発機関（UNIDO）
- 万国郵便連合（UPU）
- 世界税関機構（WCO）
- 世界労働組合連盟（WFTU）
- 世界保健機関（WHO）
- 世界知的所有権機関（WIPO）
- 世界気象機関（WMO）
- 世界貿易機関（WTO）（オブザーバー）